# A9 (Portugal)
L'A9 o Circular Regional Exterior de Lisboa (CREL) és una autopista portuguesa, que uneix Caxias amb Alverca, fent una circular fora de la capital, amb una longitud total de 34,4 km. És una de les dues grans carreteres per travessar l'àrea metropolitana de Lisboa.

## Recorregut
Comença al costat de l'Estadi Nacional de Jamor, a la Vall de Jamor, més concretament, la carretera nacional 6-3 i, amb una orientació circular predominantment sud-oest-nord-est, s'articula al llarg del seu recorregut amb alguns dels principals accessos a Lisboa, tant regionals (IC19, A16, IC22) com interregionals (A8, A10). Passa al costat de Queluz (on es va fer un honor per preservar el Monument Natural de Carenque, amb els seus jaciments de petjades de dinosaures), Odivelas i Loures i acaba, després de 35 km, a Alverca, a la confluència amb la principal autopista de Portugal, l'A1.
Tot i que a més de 20 km del centre de Lisboa, té lloc gairebé íntegrament en entorns semiurbans i rurals, al costat de ciutats i pobles als afores de la capital. També es desenvolupa en terrenys molt muntanyosos, requerint més de quinze viaductes i dos túnels. Travessa, en diferents zones, els municipis d'Oeiras, Sintra, Amadora, Odivelas, Loures i Vila Franca de Xira.

## Història
Està concedida a Brisa, una empresa estatal que funciona des de la dècada del 1970 i que es va privatitzar en quatre fases entre 1997 i 2001. La carretera va cobrar peatge durant els primers mesos que va estar en funcionament, però aquests van ser abolits el desembre de 1995. L'1 de gener de 2003 es van tornar a introduir els peatges, una decisió que ja era controvertida en aquell moment.

## Túnels
Donat el terreny sobre el qual es desenvolupa aquesta autopista, va ser necessari construir dos túnels, un a uns 7 km de l'altre. El túnel de Carenque, situat al quilòmetre 9 i d'uns 200 metres de longitud, està destinat a creuar la Serra da Carregueira, prop de Belas, Sintra. L'altre túnel, el Túnel de Montemor, situat al quilòmetre 17, amb uns 650 metres, travessa la Serra da Amoreira, a la parròquia de Caneças, Odivelas.

## Trams
| Tram             | Situació            | km   |
| ---------------- | ------------------- | ---- |
| EN6-3 - Queluz   | En servei (1994)    | 4,2  |
| Queluz - Alverca | En servei (09/1995) | 31,5 |

## Referéncies
1. ↑  Guedes, Maria Helena. As Praças Do Comercios De Lisboa ! (en portuguès brasiler).  Clube de Autores, 2016-04-24, p. 93.
2. ↑  OECD. Infrastructure to 2030 (Vol.2) Mapping Policy for Electricity, Water and Transport: Mapping Policy for Electricity, Water and Transport (en anglès).  OECD Publishing, 2007-08-17, p. 60. ISBN 978-92-64-03132-6.
3. ↑  Souza, Aristeu; Coelho, Annie Castro; S.A, Bento Pedroso Construções. Desafios de engenharia em Portugal (en portuguès brasiler).  Imprensa da Universidade de Coimbra / Coimbra University Press, 2004-11-01, p. 145. ISBN 978-989-26-1201-0.
4. ↑  ««Còpia arxivada»».